# Palazzo della Gran Guardia
La Gran Guardia es un palacio situado en el centro histórico de Verona (Véneto, Italia). Su construcción duró mucho y estuvo llena de problemas: empezó en el siglo XVII y no terminó hasta 1843, y de una manera no muy refinada (de hecho, tras la primera guerra de independencia se tuvo que arreglar la fachada). Gracias a su tamaño y su forma ha conseguido hacer frente a la Arena, que se encuentra a pocos metros de distancia, al otro lado de los jardines del centro de la Piazza Bra.

## Historia
El acta de nacimiento del palacio se firmó el 26 de septiembre de 1609 con una petición formal del Capitán Mocenigo al dux de Venecia Donà; en este documento se solicitaba la construcción de un edificio para que se dedicara a lugar de inspección de las tropas por el dux los días en los que no fuera posible, a causa del tiempo, hacerlo al aire libre. Por su estructura se decidió situarlo al lado de las murallas de la Ciudadela, ya que de este modo se tenía ya un muro construido, para poder  reducir costes y tiempo de trabajo.
El 30 de diciembre de 1609, el dux concedió la autorización, y el 13 de febrero de 1610 algunos senadores de la República de Venecia llegaron a Verona para contribuir económicamente a su construcción. En 1614 el dinero se había terminado y se suspendieron las obras. Hubo que esperar hasta 1639 para que se hiciera una solicitud de subvención al dux, que, sin embargo, fue rechazada. Las obras no se retomaron hasta 1808, tras casi doscientos años de inactividad. La construcción se confió al ingeniero Giuseppe Barbieri (quien también construiría a su lado la Gran Guardia Nuova, actual sede del ayuntamiento). Las obras empezaron en 1818, bajo el dominio del Imperio austríaco. En 1848 aún seguían los trabajos y se detuvieron para que el ejército austriaco lo utilizara durante la primera guerra de independencia. La Gran Guardia fue finalizada en 1853.
El nuevo edificio cerró el lado sur de la Piazza Bra, dándole un nuevo aspecto y un nuevo papel (se convirtió en la plaza central de Verona, papel que había desempeñado hasta entonces la Piazza delle Erbe).

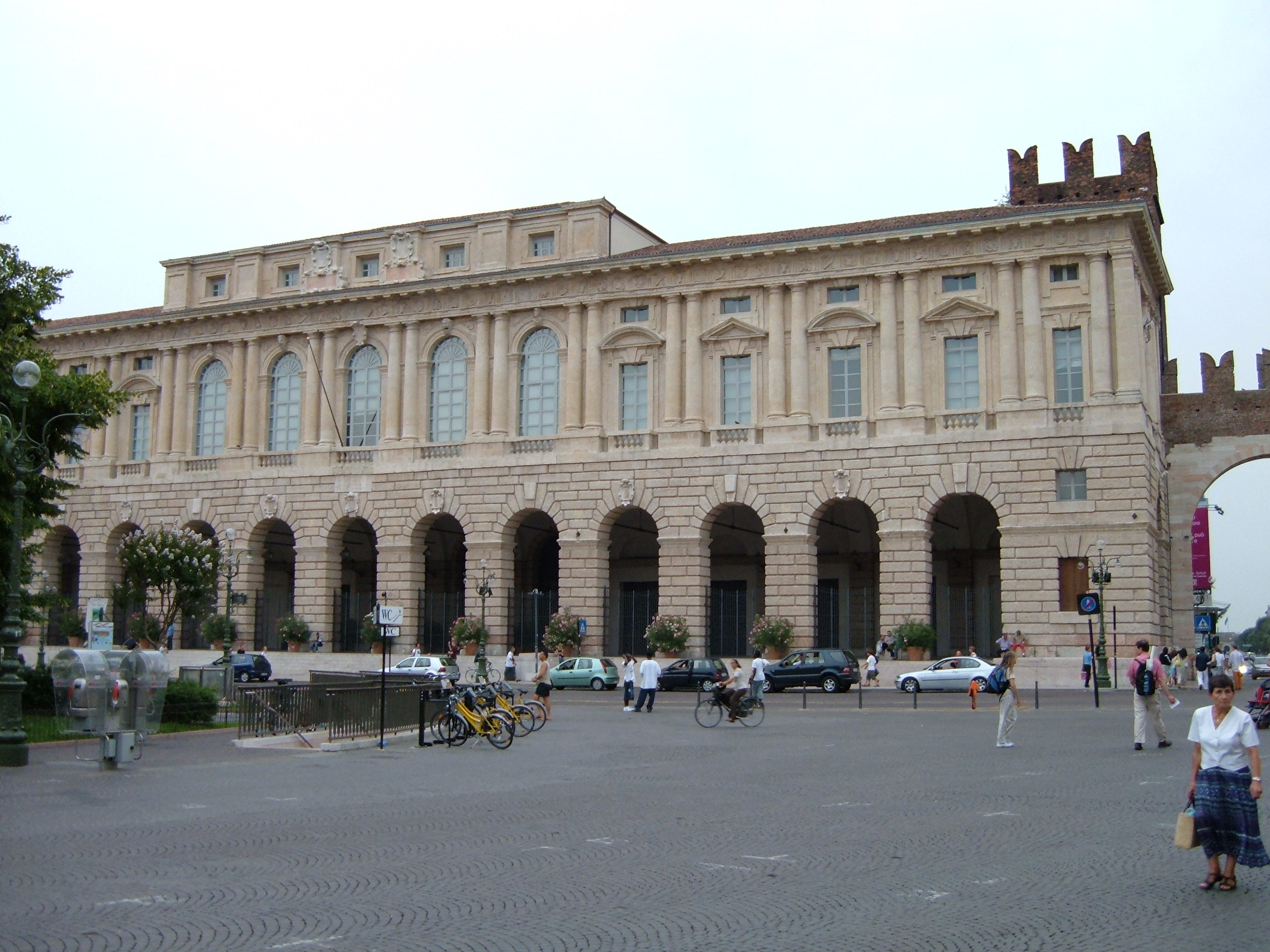
La fachada exterior del Palazzo della Gran Guardia.

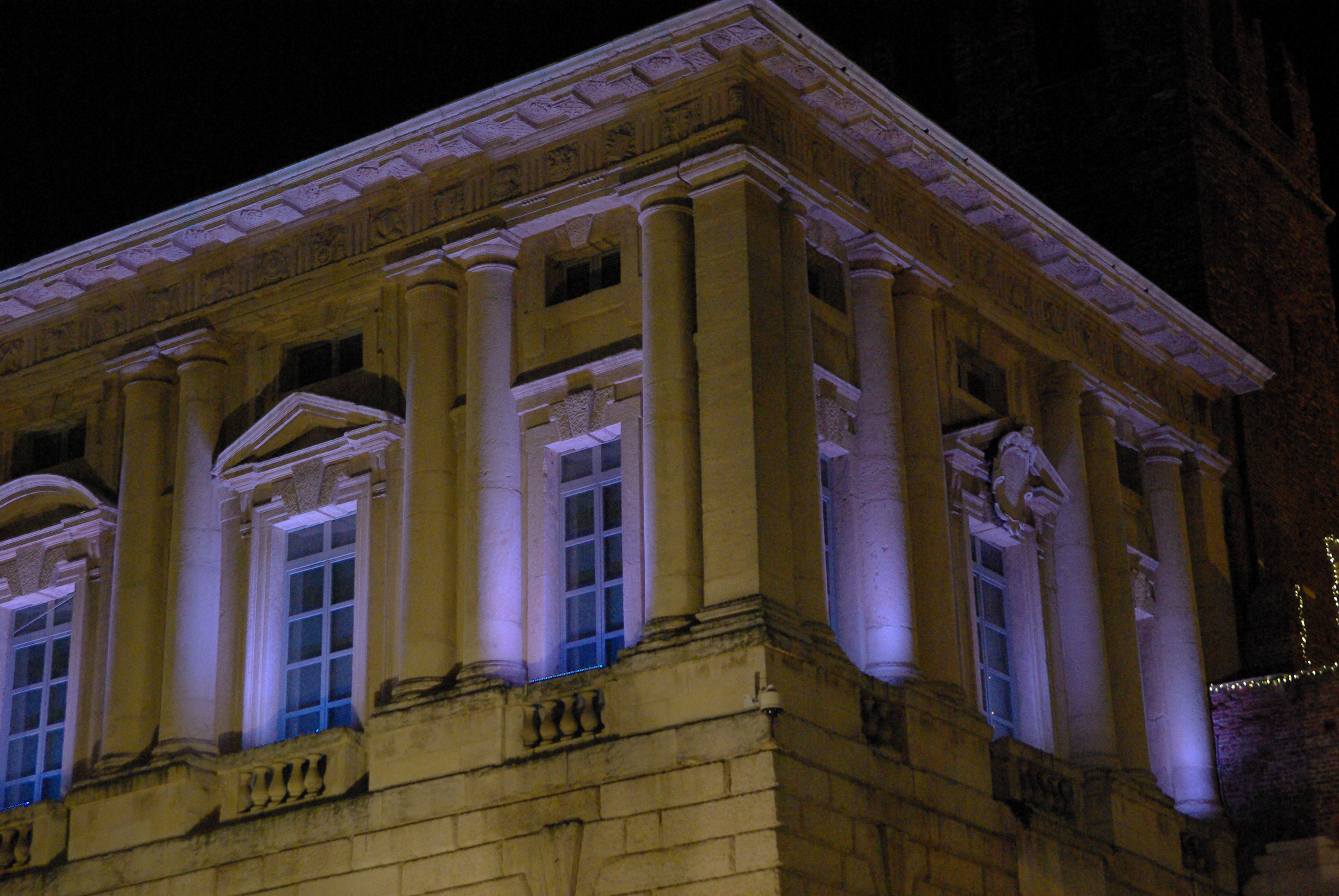
Gran Guardia: lado sur de la Piazza Bra

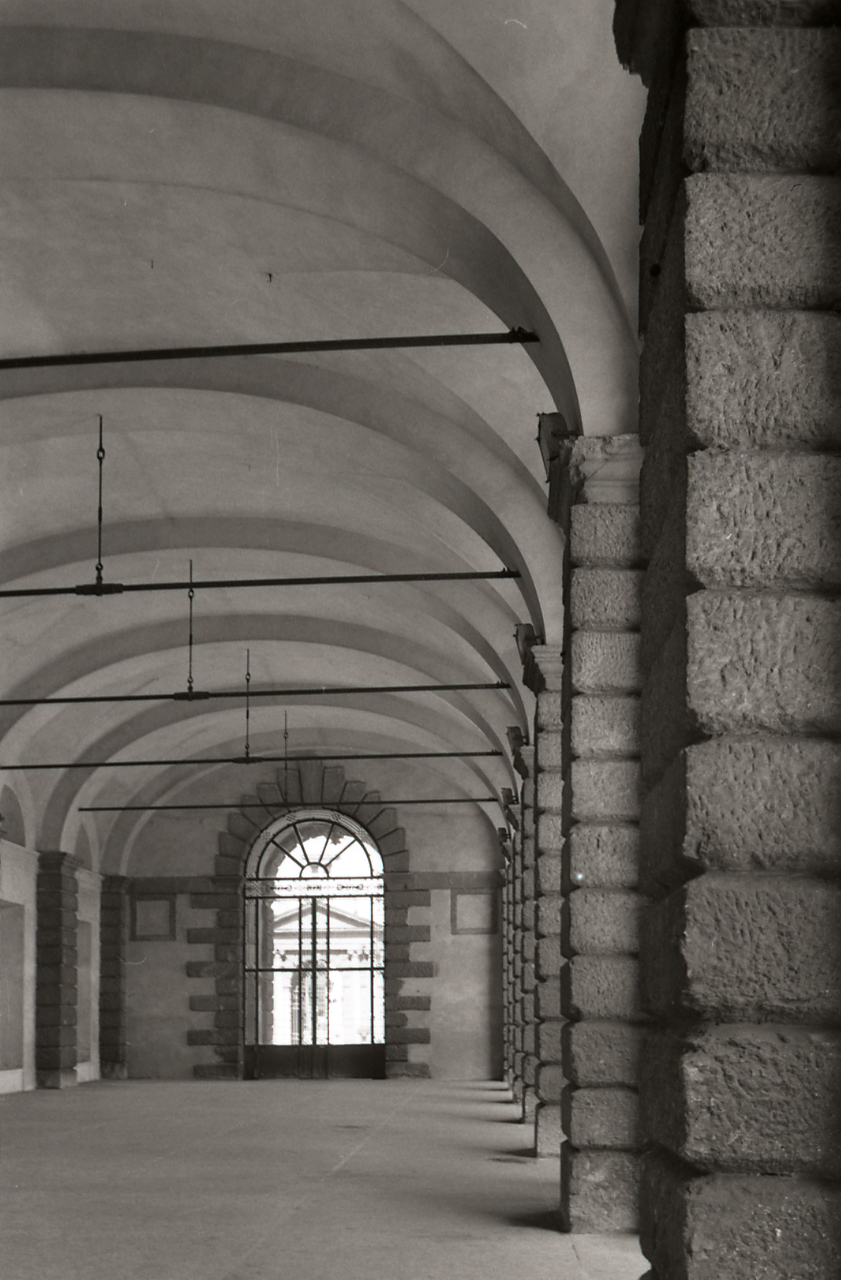
Foto por Paolo Monti, 1972.

## Autor
En el siglo XIX, cuando se decidió completar el edificio, no se conocía el autor del monumento y, durante muchos años, se pensó que fue proyectado por el famoso arquitecto veronés Michele Sanmicheli, debido a que era parecido a otras obras suyas. Actualmente, sin embargo, se cree que el edificio fue diseñado por el arquitecto Domenico Curtoni, nieto de Michele Sanmicheli. Curtoni es considerado uno de los exponentes más significativos de la arquitectura sanmicheliana.

## Estructura
Su estructura está formada por un pórtico inferior con trece arcadas que da un fuerte sentido de claroscuro. La planta superior se compone de quince ventanas con frontones triangulares y curvilíneos, separados por columnas dobles de estilo clásico.

## Uso actual
La Gran Guardia se usa actualmente para exposiciones y congresos, y además es posible alquilar salones. En 2007 el edificio albergó la exposición del pintor Mantegna, en la que participaron a la vez las ciudades de Mantua y Padua.